# Liam Kranz
Liam Kranz (Vaduz, 17 de julio de 2003) es un futbolista liechtensteiniano que juega en la demarcación de centrocampista para el FC Schaan de la 4. Liga.

## Selección nacional
Hizo su debut con la selección de fútbol de Liechtenstein el 16 de noviembre de 2023 en un partido de clasificación para la Eurocopa 2024 contra Portugal que finalizó con un resultado de 0-2 tras los goles de Cristiano Ronaldo y João Cancelo.

## Clubes
| Club      | País          | Año   | Partidos | Goles |
| --------- | ------------- | ----- | -------- | ----- |
| FC Schaan | Liechtenstein | 2020- | 3        | 2     |